# Svartstrupig myrfågel
Svartstrupig myrfågel (Myrmophylax atrothorax) är en fågel i familjen myrfåglar inom ordningen tättingar.

## Utseende och läte
Svartstrupig myrfågel är en medelstor myrfågel. Hanen är djupt kastanjebrun med svart strupe och vita vingfläckar. Honan är ljusare rödbrun ovan, beigefärgad under, med vita vingfläckar likt hanen. Lätet består av en stigande serie av ljusa gnälliga toner, först avtagande och sedan ökande. 

## Utbredning och systematik
Svartstrupig myrfågel delas in i fem underarter:
- M. a. atrothorax – förekommer från östra Colombia till södra Venezuela, Guyanaregionen och norra Amazonområdet i Brasilien
- M. a. metae – förekommer i centrala Colombia (Meta, västra Guaviare)
- M. a. tenebrosus – förekommer i östra Ecuador (norr om Amazonfloden, nordöstra Peru och norra Brasilien
- M. a. maynanus – förekommer i norra och centrala Peru (söder om Río Marañón och väster om Río Huallaga)
- M. a. melanurus – förekommer från östra Peru söder om Amazonfloden till norra Bolivia och västra och centrala Brasilien

Tidigare placerades den i släktet Myrmeciza men lyfts numera ut till det egna släktet Myrmophylax.

## Levnadssätt
Svartstrupig myrfågel hittas i tät vegetation utmed floder, framför allt i täta bambusnår. Ibland kan den ses längre från vatten vid skogsbryn och gläntor.

## Status
Arten har ett stort utbredningsområde och beståndet anses stabilt. Internationella naturvårdsunionen IUCN listar den därför som livskraftig (LC).